# Aleochara beckeri
Aleochara beckeri är en skalbaggsart som beskrevs av Klimaszewski in Klimaszewski, Frank och Peck 1990. Aleochara beckeri ingår i släktet Aleochara och familjen kortvingar. Inga underarter finns listade i Catalogue of Life.